# Маклейн, Малкольм (3-й глава клана Маклейн)
Малкольм Маклейн (англ. Malcolm Maclean; гэльск. Maolcaluim mac Giliosa; ? — около 1320) — 3-й глава клана Маклейн (ок. 1300 — ок. 1320).

## Происхождение
Имя Малкольма было написано Маол-Калум и Гилле-Калум, что означает «Слуга Колумбы». Он стал главой клана Маклейн после смерти своего отца в 1300 году. Его сменил Джон Дуб Маклейн, 4-й вождь клана Маклейн, его младший сын. Хотя к тому времени старшие сыновья наследовали титулы вождей во многих кланах (включая Роберта Брюса, старшего из четырёх сыновей Роберта VI Брюса, ставшего королем Шотландии, и Александра Ога Макдональда, старшего сына своего отца, ставшего лордом островов после смерти Ангуса Мора Макдональда, это было время перехода к закону о первородстве. Он умер около 1320 года.

## Битва при Бэннокбёрне
Малкольм во главе своего клана сражался в битве при Бэннокбёрне в Первой войне за независимость Шотландии 24 июня 1314 года. Именно в этой битве власть короля Англии Эдуарда II была сломлена, а Шотландия доказала суверенитет. Армия Роберта Брюса насчитывала тридцать тысяч человек, а армия английского короля Эдуарда II оценивалась более чем в сто тысяч человек. Англичане потеряли тридцать тысяч, а шотландцы не более десяти тысяч. С Эдуардом II были все крупные английские дворяне и бароны, а также их рыцари, все хорошо вооруженные и оснащенные. Бой начался англичанами, выпустившими стрелы. Шотландская армия была выстроена в линию, состоящую из трёх квадратных колонн: центральной командовал граф Морей, правой — Эдвард Брюс, левой — Джеймс Дуглас, лорд Дугласа, и Уолтер Стюарт, 6-й верховный стюард Шотландии. Резерв, состоящий из людей Аргайла, Каррика, Кинтайра и островов, образовал четвертую боевую линию и находился под личным командованием короля Шотландии Роберта I Брюса. В этом резерве находилось пять тысяч горцев, под началом двадцати одного вождя под командованием Ангуса Ога Макдональда, отца Джона Макдональда, лорда Островов. Хорошо сражались следующие кланы, которыми командовали их вожди: Стюарт, Макдональд, Маккей, Макинтош, Макферсон, Камерон, Синклер, Драммонд, Кэмпбелл, Мензис, Маклейн, Сазерленд, Робертсон, Грант, Фрейзер, Макфарлейн, Росс, Макгрегор, Манро, Маккензи и Маккуорри.
Кланы Комин, Макдугалл из Лорна, Макнаб и некоторые другие присутствовали, но на английской стороне. Когда разгоралась битва, Роберт Брюс подтянул весь свой резерв, который полностью задействовал в одной линии четыре сражения шотландцев. Шум боя, по описанию очевидца, был ужасным. Звон оружия, рыцари, выкрикивающие свой боевой клич, стрелы, сводящие с ума лошадей, знамена, поднимающиеся и опускающиеся, земля, покрытая запекшейся кровью, клочки знамен, сломанные доспехи и богатые шарфы, испачканные кровью и глиной; и среди шума слышались стоны раненых и умирающих. Шаг за шагом шотландцы продвигались вперед. В критический момент сопровождающие лагеря, желая увидеть битву, появились из-за холма, и англичане приняли их за шотландское подкрепление. В рядах англичан сразу же распространилась тревога; заметив это, шотландцы предприняли новый натиск, разбивший английскую армию на части. Бегство сразу стало всеобщим, и началась резня. В разгар боя горные кланы с ужасающим эффектом применяли свои боевые топоры. Это не ускользнуло от внимания бдительного Роберта Брюса. Чтобы выразить свою признательность за великую службу, он навечно определил Ангусу Макдональду и его потомкам почетную позицию правого фланга королевской армии.

## Брак и дети
Он был женат на Риогнаке из Каррика, дочери Гамаила, лорда Каррика, и имел следующих детей:
- Дональд Маклейн, у него было четыре сына
- Нил Маклейн, у него было трое сыновей
- Джон Дуб Маклейн, 4-й вождь клана Маклейн, младший сын, унаследовавший своего отца, поскольку закон о первородстве ещё не применялся.